# Koksoak
Koksoak (fr. rivière Koksoak) – rzeka we wschodniej Kanadzie, w prowincji Quebec. Jej nazwa wywodzi się prawdopodobnie z języka inuktitut i przetłumaczyć ją można jako "wielka rzeka".
Koksoak, która powstaje z połączenia dwóch rzek Rivière aux Mélèzes i Caniapiscau, płynie w kierunku północno-wschodnim przez 145 km. Uchodzi do zatoki Ungava. Jej długość, licząc od źródeł rzeki Caniapiscau, wynosi 874 km, a powierzchnia jej dorzecza - 133 tys. km². Rzeka Koksoak jest żeglowna na całej swojej długości.
Najważniejszą miejscowością nad rzeką Koksoak jest wieś Kuujjuaq (dawniej Fort Chimo), ośrodek administracyjny regionu Nunavik.
Szacowany roczny przepływ wynosi 53 km³. Większość przepływu odbywa się wczesnym latem, gdy puszczają wody rzeki a śnieg w basenie rzeki topi się.